# Municipio de Hungerford
El municipio de Hungerford (en inglés: Hungerford Township) es un municipio ubicado en el condado de Plymouth en el estado estadounidense de Iowa. En el año 2010 tenía una población de 1823 habitantes y una densidad poblacional de 19,5 personas por km².

## Geografía
El municipio de Hungerford se encuentra ubicado en las coordenadas 42°36′15″N 96°17′10″O / 42.60417, -96.28611. Según la Oficina del Censo de los Estados Unidos, el municipio tiene una superficie total de 93.47 km², de la cual 93,41 km² corresponden a tierra firme y (0,07 %) 0,06 km² es agua.

## Demografía
Según el censo de 2010, había 1823 personas residiendo en el municipio de Hungerford. La densidad de población era de 19,5 hab./km². De los 1823 habitantes, el municipio de Hungerford estaba compuesto por el 98,74 % blancos, el 0,16 % eran afroamericanos, el 0,27 % eran amerindios, el 0,27 % eran asiáticos, el 0,11 % eran de otras razas y el 0,44 % eran de una mezcla de razas. Del total de la población el 0,82 % eran hispanos o latinos de cualquier raza.